# 백두산청년선
백두산청년선(白頭山靑年線)은 함경북도 길주군과 량강도 청사 소재지인 혜산시를 연결하는 철도노선이다. 본래 명칭은 혜산선(惠山線)이었으나 광복 이후 백두산청년선으로 개명되었다. 

## 노선 정보
- 구간과 거리 : 길주청년역－혜산청년역 141.7km
- 역 수 : 22개 (양 끝역 포함)
- 궤도 간격 : 1435mm
- 전철화 구간 : 전 구간(직류 3000V)
- 복선 구간 : 없음
- 폐역 정보
  - 봉암역(鳳巖驛) : 길주청년역 기점 3.9km 지점에 존재하였음.

## 연혁
- 1931년 5월 1일 : 길주역에서 본선이 착공됨
- 1933년 11월 1일 : 길주-합수 간 영업 개시[1]
- 1934년 8월 1일 : 합수-백암 간 영업 개시[2]
- 1935년 9월 1일 : 백암-봉두리 간 영업 개시
- 1937년 11월 1일 : 봉두리-혜산진 간 영업 개시[3], 전 구간 완공
- 1978년 : 조선민주주의인민공화국의 정부가 수립된 이후 혜산선은 백두산청년선으로 이름이 바뀜
- 2006년 10월 ~ 2007년 1월: 조선민주주의인민공화국이 핵 실험을 실시한 직후에 이 노선의 중간 지점에 있는 백암청년역 근처에 위치한 백암터널이 붕괴되어 운행이 중단되었다.[4][5]

## 역 목록
| 역명     | 로마자 역명       | 한자 역명 | 접속 노선  |
| -------- | ----------------- | --------- | ---------- |
| 길주청년 | Kilju Ch'ŏngnyŏn  | 吉州靑年  | 평라선     |
| 남석     | Namsŏk            | 南夕      |            |
| 성후     | Sŏnghu            | 城後      |            |
| 풍계     | P'unggye          | 豊溪      |            |
| 재덕     | Chaedŏk           | 載德      |            |
| 성덕     | Sŏngdŏk           | 城德      |            |
| 사도     | Sado              | 蛇島      |            |
| 양곡     | Yanggok           | 暘谷      |            |
| 합수     | Hapsu             | 合水      |            |
| 남계     | Namgye            | 南溪      |            |
| 백암청년 | Paegam Ch'ŏngnyŏn | 白岩靑年  | 백무선     |
| 령하     | Ryŏngha           | 嶺下      |            |
| 령남     | Ryŏngnam          | 嶺南      |            |
| 남중     | Namjung           | 南中      |            |
| 생장     | Saengjang         | 生長      |            |
| 운흥     | Unhŭng            | 雲興      |            |
| 보안     | Poan              | 甫安      |            |
| 심포리   | Simp'o-ri         | 深浦里    |            |
| 대오천   | Taeoch'ŏn         | 大五川    | 오시천선   |
| 검산리   | Kŏmsal-li         | 劒山里    |            |
| 위연청년 | Wiyŏn Ch'ŏngnyŏn  | 渭淵靑年  | 삼지연선   |
| 혜산청년 | Hyesan Ch'ŏngnyŏn | 惠山靑年  | 북부내륙선 |

## 운행 계통
1980년대의 자료에 의하면 평양~혜산을 오가는 열차와 해주청년~혜산을 오가는 열차가 운행되었다고 한다. 한편 1988년 북부내륙선이 개통된 것과 북부철길과 백두산청년선이 곧바로 연결되어 있는 점으로 추측할 때 백두산청년선과 북부철길 사이를 직결 운행하는 운행 계통도 존재할 것으로 예상된다.

## 참고 문헌
- 이동훈 (2008년 12월 22일). “북한 철도 유라시아 철도의 ‘끊어진 고리’ 北, 12개 주요 노선 어떤 상태인가”. 조선일보.
- 고쿠부 하야토(国分隼人), 《将軍様の鉄道 北朝鮮鉄道事情》, 新潮社, 2007, ISBN 978-4-10-303731-6
- 한국철도공사, 《철도주요연표 2010》, 2010
- 鉄道省 編, 《鉄道停車場一覧. 昭和12年10月1日現在》, 1937, p502